# Блокове кріплення
Блокове кріплення, Блочне кріплення (рос. блочное крепление, англ. blocking support, block timbering, нім. Blockausbau m) — у шахтах — суцільне багатошарове кріплення з бетонних блоків.
Використовують в горизонтальних виробках при гірничому тиску 294—392 кПа і більше.
Розрізняють Б.к. із зворотним і без зворотного склепіння для жорсткого або податливого режимів роботи.
Податливість досягається установленням між блоками прокладок з дерева або синтетичних матеріалів (на основі полістиролу і інш.) товщиною 10-40 мм, що деформуються під навантаженням.
Для зведення Б.к. застосовують лебідку та спеціальний укладач кріплення.
По мірі укладання блоків закріплений простір заповнюють породою. Останнім встановлюють замковий блок.